# 정일영 (1957년)
정일영(鄭日永, 1957년 8월 14일~)은 대한민국의 정치인으로, 제21·22대 국회의원이다. 제7대 인천국제공항공사 사장을 지냈다.
1979년 제23회 행정고시에 합격한 후 32년 동안 공직 생활을 하였다. 2011년 한국교통안전공단 이사장이 되어 3년 동안 활동했고 2016년 인천국제공항공사 사장이 되어 3년 동안 활동하였다.
2020년 제21대 총선에서 인천 연수구 을에 출마하여 당선되었으며, 2024년 제22대 총선에서 같은 지역구에 출마하여 재선되었다.

## 학력
- 당진송악국민학교 졸업
- 장훈중학교 졸업
- 1976: 용산고등학교 졸업
- 1980: 연세대학교 경영대학 경영학 학사
- 1986: 서울대학교 행정대학원 행정학 석사
- 1988: 옥스퍼드대학교 대학원 경제학 석사
- 1997: 리즈대학교 대학원 경제학 박사

## 경력
- 1979년 12월: 제23회 행정고시 합격
- 1990년 12월~1992년 6월: 교통부 도시교통정책과 과장
- 1992년 6월~1993년 6월: 교통부 항공정책과 과장
- 1993년 6월~1994년 6월: 교통부 관광기획과 과장
- 1997년 6월~1999년 6월: 건설교통부 고속철도과 과장
- 1999년 6월~2000년 6월: 건설교통부 총무과 과장
- 2000년 6월~2001년 11월: 건설교통부 국제항공협력관
- 2001년 11월~2004년 11월: UN국제민간항공기구(ICAO) 대한민국 대표부 참사관
- 2005년 2월~2006년 2월: 해양수산부 안전관리관
- 2006년 2월~2007년 1월: 건설교통부 홍보관리관
- 2007년 1월~2008년 3월: 건설교통부 항공기획관
- 2008년 3월~2009년 1월: 국토해양부 항공철도국 국장
- 2009년 1월~2009년 5월: 국토해양부 항공안전본부 본부장
- 2009년 5월~2010년 9월: 국토해양부 항공정책실 실장
- 2010년 9월~2011년 7월: 국토해양부 교통정책실 실장
- 2011년 8월~2014년 10월: 한국교통안전공단 이사장
- 2016년 2월~2019년 4월: 제7대 인천국제공항공사 사장
- 2019년 6월~2019년 12월: 더불어민주당 인천광역시당 연수구 을 지역위원회 위원장
- 더불어민주당 중앙당 부대변인
- 2020년 4월 15일: 대한민국 제21대 국회의원 선거 당선(인천 연수구 을, 더불어민주당, 초선)[2][3]
- 2020년 5월~: 더불어민주당 인천광역시당 연수구 을 지역위원회 위원장
- 2021년 5월~: 더불어민주당 부동산특별위원회 위원
- 2024년 4월 10일: 대한민국 제22대 국회의원 선거 당선(인천 연수구 을, 더불어민주당, 재선)[4][5]

### 의정 활동
- 2020년 5월 30일~2024년 5월 29일: 제21대 국회의원(인천 연수구 을, 더불어민주당, 초선)
  - 2020년 6월~2022년 5월: 제21대 국회 전반기 기획재정위원회 위원
    - 2021년 3월~2022년 5월: 제21대 국회 전반기 기획재정위원회 예산결산기금심사소위원회 위원장

  - 2020년 7월~: 철강포럼 구성의원
  - 2020년 9월~2021년 5월: 제21대 국회 전반기 예산결산특별위원회 위원
  - 2022년 7월~2024년 5월: 제21대 국회 후반기 산업통상자원중소벤처기업위원회 위원
  - 2022년 7월~2023년 5월: 제21대 국회 후반기 예산결산특별위원회 위원
- 2024년 5월 30일~: 제22대 국회의원(인천 연수구 을, 더불어민주당, 재선)
  - 2024년 6월~: 제22대 국회 전반기 기획재정위원회 위원
  - 2024년 6월~2025년 6월: 제22대 국회 전반기 예산결산특별위원회 위원
  - 2025년 3월~: 제22대 국회 2025 아시아태평양경제협력체(APEC) 정상회의 지원 특별위원회 간사

## 역대 선거 결과
|  | 41.78% |

|  | 51.50% |

## 소속 정당
| 소속 정당 | 소속 정당    | 소속 기간 | 비고      |
| --------- | ------------ | --------- | --------- |
|           | 더불어민주당 | 2019~현재 | 정계 입문 |

## 같이 보기
- 연수구 을
- 인천 연수구의 국회의원